# HIOB International

HIOB-Logo

Hiob-International (eigene Schreibweise HIOB, kurz für Hilfsorganisation Brockenstuben), ist eine christliche Schweizer Entwicklungshilfeorganisation mit Sitz in Steffisburg BE. 
Die Organisation wurde am 13. März 1984 in Thun als Verein nach ZGB Art. 60ff gegründet. Zweck des Vereins ist es, durch den Betrieb von Brockenstuben, Menschen, die in Not sind, insbesondere in den Ländern der Dritten Welt, materielle Sozialhilfe zu leisten. Die Erlöse, die aus dem Betrieb der Brockenstuben erzielt werden, dürfen ausschliesslich für diesen Zweck verwendet werden.

## Tätigkeiten

### Brockenstuben
Die Organisation betreibt schweizweit 25 Brockenstuben (Stand 2021), welche durch ihren Nettoerlös die Ausübung des Vereinszwecks ermöglichen.
In den Brockenstuben werden wiederverkäufliche Gebrauchtwaren jeder Art von Privatpersonen angenommen oder gratis abgeholt. Unverkäufliche Möbel sowie Abfall aus Wohnungs- und Hausräumungen werden gegen eine kostendeckende Entschädigung durch den Verein ökologisch getrennt und entsorgt. Das Sortiment einer optimal bestückten Brockenstube deckt den ganzen Nonfood-Bereich ab, sodass Menschen mit bescheidenem Budget eine komplette Wohnung einrichten können. Gleichzeitig finden Schnäppchenjäger und Sammler Raritäten und Antiquitäten. Jede Brockenstube beschäftigt Mitarbeiter in folgenden Funktionen: Brockenstubenleiter, Allrounder/Chauffeure und Verkäufer. Das zum Betrieb der Brockenstube notwendige Personal wird zu funktions- und ortsüblichen Bedingungen fest angestellt. Durch Zusammenarbeit mit verschiedenen sozial tätigen Organisationen im Bereich der Wiedereingliederung von Langzeitarbeitslosen, Menschen mit einer Behinderung oder stellenlosen Schulabgängern bietet der Verein befristete Praktikumsplätze in seinen Brockenstuben an. Dank guter Zusammenarbeit mit Behörden des Strafvollzugs können bei HIOB Bussen abgearbeitet werden.

### Benevol
Eine Anzahl von Helfern arbeiten ehrenamtlich. Dies vor allem in den Sparten Kleider, Bücher, Geschirr und Hausräumungen. Das zeitliche Engagement einer benevol mitarbeitenden Person beträgt durchschnittlich zwei bis vier Stunden pro Woche.

### Hilfsprojekte und Recycling
Um den Vereinszweck auszuüben, betreibt die Organisation in Steffisburg die Abteilung "Hilfsprojekte & Recycling". Sie umfasst auf einem 13'000 m² grossen Gelände mehrere Lagerhallen und Werkstätten mit Verladerampen und Hubstaplern. Ähnlich wie in den Brockenstuben, werden medizinische Einrichtungen und Geräte wie Rollstühle, ganze Arztpraxen und Labors, Röntgenanlagen, Fahrräder, Maschinen zur Holz- und Metallbearbeitung, Küchen, Bäckereien, Schumachereien durch ein qualifiziertes Team in der ganzen Schweiz demontiert und abgeholt. Die Waren werden wenn nötig repariert und revidiert, gereinigt und zur Weiterleitung an in- und ausländische Hilfsorganisationen bereitgestellt. Laut eigenen Angaben führt HIOB International jährlich zwischen 200 und 300 Hilfsaktionen in mehr als 40 Ländern durch.